# Spalax leucodon
Lo spalace occidentale (Spalax leucodon Nordmann, 1840) è un Roditore della famiglia degli Spalacidi. Consistenti variazioni di taglia, di colore, di morfologia dello scheletro e dei denti e soprattutto dei cromosomi (2n= 38-62), inducono a considerare questo spalace come una superspecie. Il limite specifico fra lo spalace occidentale e lo spalace di Nehring non è risolto, potendo ciascun taxon rappresentare un complesso di specie allopatriche e parapatriche.

## Descrizione
Con una lunghezza di 15-24 cm e un peso di 140-230 g, lo spalace occidentale è leggermente più grande dello spalace di Ehrenberg; il suo cranio è facilmente riconoscibile per la presenza di due piccoli fori su ciascun lato dell'apertura posteriore. Ha pelo soffice e vellutato, grigio-bruno sul ventre, senza sfumature brune.

## Distribuzione e habitat
L'areale dello spalace occidentale si estende dall'Ungheria e dalla penisola balcanica, attraverso Moldavia e Ucraina, fino al Dnestr. Si incontra in praterie e coltivi dal livello del mare fino a 2400 m di quota.
Predilige mosaici di pascoli e di campi su versanti montuosi, così come frutteti e vigneti abbandonati. Preferisce suoli profondi, friabili e ben drenati, ma evita suoli arati e colture intensive. La densità di popolazione varia tra 1 e 13 esemplari per ettaro.

## Biologia
Notturno e solitario, lo spalace occidentale esce raramente dalle sue gallerie sotterranee. È erbivoro e si nutre di parti sotterranee di piante, talvolta coltivate, come patate, barbabietole da zucchero, carote e cipolle. Immagazzina fino a diversi chili di cibo in camere sotterranee ed è per questo considerato dannoso dagli agricoltori. Ha un tasso di riproduzione molto lento, e la femmina partorisce nidiate di 2-4 piccoli.

## Conservazione
Le popolazioni e l'areale dello spalace occidentale sono in regressione a seguito dei cambiamenti ambientali provocati dalle attività umane. A causa della sua tassonomia non ancora ben definita la IUCN preferisce classificarlo momentaneamente tra le specie a status indeterminato, in attesa di ulteriori ricerche.